# Бањара (Виченца)
Бањара (итал. Bagnara) је насеље у Италији у округу Виченца, региону Венето.
Према процени из 2011. у насељу је живело 214 становника. Насеље се налази на надморској висини од 39 м.